# Игра со смертью (фильм, 1993)
«Игра со смертью» (хинди बाजीगर, Baazigar) — индийский криминальный триллер, снятый режиссёрами Аббасом-Мастаном и вышедший в прокат 12 ноября 1993 года. Картина повествует о молодом человеке, который ради достижения своей цели не останавливается ни перед чем. Сюжет заимствован с голливудского фильма «Поцелуй перед смертью» (1956).
«Игра со смертью» стал большим прорывом в карьере Шахруха Хана, принеся ему первую Filmfare Award за лучшую мужскую роль, первым коммерчески успешным проектом для Каджол и дебютом для Шилпы Шетти. Это первый фильм, в котором Хан предстает в образе антигероя, а также первый совместный проект знаменитой кинопары Шахрух—Каджол.
Одна из главных коммерчески успешных картин своего времени, «Игра со смертью» заняла четвёртое место в списке самых кассовых фильмов года и получила статус «супер-хит».

## Сюжет
Известный бизнесмен Вишванатх Шарма, обнаружив, что его менеджер Мадан Чопра присваивает деньги прямо у него под носом, отправляет его в тюрьму. После окончания тюремного срока Чопра отправляется к Шарме просить прощения. Вишванатх отвергает его, но Шобха (жена Шармы) просит мужа простить его, так как он поклялся своими дочерьми. Чопра возвращается в компанию. Однако всё это для того, чтобы отомстить Шарме. Медленно, но верно Мадан возвращает к себе доверие бывшего босса.
Однажды, когда Шарма должен уехать в командировку, он подписывает на имя Чопры генеральную доверенность. Тот, в свою очередь, ждавший этого часа, законным путём присваивает компанию и всё его имущество себе.
Вскоре после этого от лихорадки умирают Шарма и его дочь. Жена Шобха теряет рассудок. Сын Вишванатха Аджай за все злодеяния решает отплатить Чопре той же монетой.
Спустя годы, Аджай учится в том же колледже, что и Сима, младшая дочь Чопры. Ему удается покорить её сердце, и они начинают тайком встречаться. Также под именем «Вики Мальхотра» Аджай крутит роман и со старшей дочерью Чопры Прией.
Когда Чопра решает выдать Симу замуж, она хочет сбежать с Аджаейм. Аджай, воспользовавшись случаем, говорит Симе, что у них только один способ остаться вместе навсегда — самоубийство. Сима соглашается. Они вместе пишут предсмертные записки. Но вдруг Аджай начинает смеяться и говорит, что это была лишь проверка её чувств к нему. Он рвёт своё письмо, однако её записку сохраняет.
На следующий день Аджай и Сима идут в брачное бюро. В то время как там был обед, они поднимаются на крышу. Сима показывает возлюбленному свадебное ожерелье с их фотографиями. Он кладёт его в карман, после чего поднимает девукшку и усаживает на карниз. Затем просит у неё прощения и сталкивает вниз. Сима умирает. Аджай присылает в полицию её предсмертную записку, чтобы закрыть дело. Однако, Прия не верит, что её сестра покончила с собой и просит своего друга Карана помочь ей найти настоящего убийцу. Рави, друг по колледжу Симы, говорит, что у него есть фотография её тайного возлюбленного. Пока Прия ждёт его внизу, Аджай убивает Рави, написав предсмертную записку от его имени, где говорится, что это Рави настоящий убийца Симы.
Чопра устраивает «Викки» в свою компанию. Аджай и Прия хотят пожениться.
Однажды в ювелирном магазине Прия видит лучшую подругу Симы Анджали. К ним подходит Аджай. Анджали кажется, что она где-то его уже видела. Вернувшись в отель, где она живёт, девушка рассматривает свой альбом и находит фотографию с её дня рождения, на котором запечатлён Аджай.
Вечером, во время помолвки Прии и Аджая, Анджали звонит им домой. Трубку перехватывает Аджай и представляется Маданом Чопрой. Анджали рассказывает ему всё, что знает. После помолвки он приезжает в отель. Он убивает Анджали и рвёт фотографию, на котором запечатлён. Затем Аджай перекладывает труп в чемодан и выбрасывает в реку. Прия и Каран осознают, что убийца ещё жив.
Тем временем, Чопра уезжает в командировку, но перед этим он подписывает генеральную доверенность на имя «Викки». Аджай, так долго ждавший этого часа, воспользовавшись случаем, законным образом присваивает компанию и всё имущество Чопры себе.
Одним вечером, когда Прия и Аджай были в ресторане, они встречают настоящего Викки Мальхотру, который на самом деле оказался другом самозванца. Прия начинает подозревать Аджая и решает связаться с настоящим Викки.
Вернувшись с командировки, Чопра обнаруживает, что «Викки» переписал компанию на себя. В гневе он врывается в кабинет и угрожает предателю. И тогда Аджай расскрывает ему всю правду.
Прия идёт к Викки Мальхотре и тот рассказывает ей об Аджае. Тогда Прия приезжает к нему домой. Она осматривает его комнату и обнаруживает старые фотографии, на котором её отец и отец Аджая. Со дна чемодана она достаёт ожерелье, внутри которого фотографии Аджая и Симы. В это время в комнату заходит Аджай. Прия начинает на него кричать, но он рассказывает всю историю от начала до конца. Теперь, узнав всю правду, сердце девушки смягчается и больше не испытывает ненависти убийце, а только сочувствует.
Неожиданно приходит Мадан Чопра со своими людьми и стреляет Аджаю в плечо. Тем временем, Шобха после стольких лет приходит в себя. Она идёт на помощь сыну, но в неё стреляет Чопра. Тогда Аджай, охваченный яростью, убивает всех людей врага, а затем, взяв мачете гонится за ним самим. Но его мать не умерла. Об этом ему говорит Каран. И тогда Аджай решает не убивать Чопру. Но злодей хватает острую палку и вонзает парню в живот. Тогда Аджай другим концом пронзает Чопру. Они вместе падают. Чопра умирает. Аджай идет к матери. Он говорит ей, что отомстил тому, кто погубил их семью. Теперь он хочет уснуть в её объятиях. Аджай обнимает свою мать и умирает.

## В ролях
- Шахрух Хан — Аджай Шарма / Вики Мальхотра
- Каджол — Прия Чопра
- Шилпа Шетти — Сима Чопра
- Далип Тахил — Мадан Чопра
- Ракхи Гульзар — Шобха Шарма
- Джонни Левер — Бабу Лал
- Сиддхартх Рей — инспектор Каран Саксена
- Анант Махадеван — Вишванатх Шарма

## Музыка
| №  | Название                   | Текст песни     | Исполнители                | Длительность |
| -- | -------------------------- | --------------- | -------------------------- | ------------ |
| 1. | «Baazigar O Baazigar»      | Наваб Арзу      | Алка Ягник, Кумар Сану     | 7:39         |
| 2. | «Yeh Kaali Kaali Aankhein» | Дев Кохли       | Кумар Сану, Ану Малик      | 7:53         |
| 3. | «Kitabein Bahut Si»        | Зафар Горахпури | Аша Бхосле, Винод Ратход   | 6:32         |
| 4. | «Chhupana Bhi Nahi Aata»   | Рани Малик      | Винод Ратход               | 7:00         |
| 5. | «Chhupana Bhi Nahi Aata»   | Рани Малик      | Панкадж Удхас              | 5:31         |
| 6. | «Samajh Kar Chand Jis Ko»  | Замир Казми     | Алка Ягник, Винод Ратход   | 8:54         |
| 7. | «Ae Mere Humsafar»         | Гаухар Канпури  | Алка Ягник, Винод Ратход   | 7:30         |
| 8. | «Tere Chehre Pe»           | Рани Малик      | Кумар Сану, Сонали Баджпаи | 7:3          |

## Награды
Filmfare Awards
- Лучший актёр — Шахрух Хан[2]
- Лучший мужской закадровый вокал — Кумар Сану, исполнивший песню «Yeh Kaali Kaali Aankhein»[2]
- Лучшая музыка — Ану Малик[2]
- Лучший сценарий — Робин Бхатт, Джавед Сиддики, Акаш Кхурана[3]

## Ремейки
На этот фильм были сняты ремейки на тамильском (Samrat), телугу (Vetagadu) и каннада (Nagarahavu) языках.